# Sanctuaire Marie-Mère-et-Reine de Trieste
Le sanctuaire marial de Monte Grisa, ou sanctuaire Marie-Mère-et-Reine (en italien : tempio nazionale a Maria Madre e Regina), est un sanctuaire marial situé dans le nord de la ville italienne de Trieste. La Conférence épiscopale italienne lui a donné le statut de sanctuaire national. L’Église catholique y vénère Notre-Dame de Fátima. Le bâtiment est un exemple d’architecture brutaliste.

## Historique
Le sanctuaire est présenté comme relevant d’un vœu fait en 1945 de l’évêque de Trieste et Capodistria, Antonio Santin (it), en poste depuis 1938. Celui-ci aurait fait la promesse le 30 avril de construire une église dédiée à Marie si la ville de Trieste n’était pas détruite lors de sa reconquête à l’Allemagne nazie par les forces des Alliés. La ville a été reprise le lendemain par la IVe armée yougoslave des Partisans, renforcée le jour suivant de la 2e division néo-zélandaise, sans grandes destructions. La première proposition d’un sanctuaire d’importance nationale est effectuée en 1948 par le prêtre Giovanni Strazzacappa dans la revue Settimana del Clero, qu’il avait fondé deux ans auparavant. L’idée continue de faire son chemin.
En 1959 se déroulent nombre d’évènements liés au placement de l’Italie sous le patronage du Cœur immaculé de Marie par la Conférence épiscopale italienne. D’abord, un grand pèlerinage de la statue de la Vierge de Fátima est organisé sous la direction de Giovanni Strazzacappa dans toute l’Italie d’avril à septembre, pèlerinage qui s’achève à Trieste. Ensuite, la consécration de l’Italie est officiellement proclamée le 13 septembre. Enfin, la première pierre du sanctuaire d’importance nationale dédié à Marie « Mère et Reine » est posée le 19 septembre, demande d’Antonio Santin (it) au pape Jean XXIII. L’allure du sanctuaire se base sur un croquis d’Antonio Santin (it) ; l’ingérieur Antonio Guacci (d)  est sélectionné.
Les travaux durent de 1963 à 1965, et il est inauguré le 22 mai 1966.
Le pape Jean-Paul II visite le sanctuaire le 1er mai 1992.

## Description
La construction est située dans les bois de pins, au nord de Trieste.
Elle a la forme d’une pyramide tronquée, et est construite en ciment et verre.